# Diecéze masvingská
Diecéze Masvingo se nachází v Zimbabwe, je katolickou diecézí a její ritus je latinský.

## Historie a současnost
Tato diecéze byl založena dne 9. února 1999 papežem Janem Pavlem II. z diecéze Gweru. Prvním a současným biskupem je Mons. Michael Dixon Bhasera bývalý biskup diecéze Gokwe. Jejím hlavním chrámem je Katedrála Svatých Petra a Pavla. Patří pod církevní provincii Bulawayo. K roku 2004 měla arcidiecéze 181 234 věřících, 28 diecézních kněží, 8 řeholních kněží, 12 řeholníků, 97 řeholnic a 19 farností.

## Seznam biskupů
- Michael Dixon Bhasera (od 1999)